# トコトン掘り下げ隊!生き物にサンキュー!!
『トコトン掘り下げ隊!生き物にサンキュー!!』（トコトンほりさげたい!いきものにサンキュー!!）は、2014年5月7日から2018年9月19日までTBS系列で水曜日19:00 - 20:00に放送された、生物について取り上げた教養バラエティ番組である。全127回。

## 概要
水曜日ゴールデン枠では『わくわく動物ランド』以来、TBS全体でも『どうぶつ奇想天外!』や『夢!どうぶつ大図鑑』以来となる動物が主役の教養バラエティ番組で、子供や家族たちが親しむ機会の多い様々な動物の実際に見たことがない不思議や謎について多角的に解析する。また、水曜19時台が1時間枠になるのは、2012年4月から同年9月まで放送されていた『まさかのホントバラエティー イカさまタコさま』（ローカルセールス枠。同年10月に枠移動後はネットワークセールス枠となった。）以来1年半ぶりとなる。ただし、この時間帯は『水トク!』と同様にローカルセールス枠であるため、一部地域では自社制作番組への差し替えにより休止となってその回が飛ばされたり、遅れネットまたはスペシャル版のみの放送となっている。
なお、開始前の2014年3月30日には、『スパニチ!!』枠でパイロット版が放送された。
2017年10月より直後の『水トク!』繰り下げに伴い、4分拡大して19:00 - 20:00に変更、そして同年11月15日放送分で放送100回を達成した。
2018年9月19日、TBSと一部系列局で最終回が放送された。
2019年5月11日、『土曜☆ブレイク』枠（14:00 - 14:54）にて、レギュラー放送終了後も行われていた企画“保護にゃんハウス”のその後を紹介する「保護にゃんハウス 完結編」を放送。

## 出演者
MC
- 松嶋尚美
- 徳井義実（チュートリアル）

進行アシスタント
- 吉田明世（当時TBSアナウンサー、産休入りのため2018年3月まで）
- 日比麻音子（TBSアナウンサー、2018年4月から終了まで。）

レギュラー
- 薬丸裕英
- 大沢あかね
- 澤部佑（ハライチ）

ナレーション
- 岩崎良美
- 木原実

## 放送リスト

### 2014年
| 2014年 | 2014年   | 2014年                 | 2014年                                        | 2014年                                                           | 2014年                    |
| 回     | 放送日   | テーマ                 | 出動「掘り下げ隊」                            | ゲスト                                                           | 備考                      |
| ------ | -------- | ---------------------- | --------------------------------------------- | ---------------------------------------------------------------- | ------------------------- |
| 特番   | 3月30日  | フクロウ               | U字工事、アントニー（マテンロウ）             | 太川陽介、藤本美貴、流れ星、ホラン千秋、IZAM                     | スパニチ!!枠14:00 - 15:00 |
| 1      | 5月07日  | サメ                   | 陣内智則、U字工事                             | 酒井美紀、松井愛莉、流れ星                                       |                           |
| 2      | 5月14日  | アリ                   | 千鳥、鈴木Q太郎                               | 安達祐実、谷花音、やべきょうすけ                                 |                           |
| 3      | 5月21日  | 食虫植物               | イシバシハザマ、小島よしお、タイムマシーン3号 | 遠藤章造（ココリコ）、岡田結実、山口もえ                         | [ 3 ]                     |
| 4      | 5月28日  | ミツバチ               | 流れ星、U字工事                               | 佐野岳、鈴木梨央、hitomi                                         |                           |
| 5      | 6月04日  | キツツキ               | はんにゃ、U字工事                             | 坂下千里子、清水富美加、西村和彦                                 | [ 4 ]                     |
| 6      | 6月11日  | ダチョウ               | 庄司智春（品川庄司）、ベイビーギャング        | カンニング竹山、中山エミリ、遼河はるひ                           |                           |
| 7      | 6月18日  | イカ                   | アントニー（マテンロウ）、TIM、千鳥           | 小林星蘭、みかん、遊助                                           |                           |
| 8      | 7月09日  | 噛む力最強動物大集合!  | 鈴木拓、鈴木Q太朗、長友光弘、U字工事          | 浅香唯、井浦新、織田信成、知念里奈、本田望結、村井良太、やしろ優 | 2時間SP（19:00 - 20:58）  |
| 9      | 7月16日  | カバ                   | 相葉裕樹、ベイビーギャング                    | 河北麻友子、けみお、羽野晶紀                                     |                           |
| 10     | 7月30日  | タコ                   | 庄司智春（品川庄司）、フルーツポンチ、U字工事 | 生田智子、岡田結実、高野洸（Dream5）                             |                           |
| 11     | 8月06日  | 昆虫変態SP             | （なし）                                      | （なし）                                                         |                           |
| 12     | 8月13日  | ネコ                   | （なし）                                      | 遠藤章造（ココリコ）、鈴木梨央、益若つばさ                       |                           |
| 13     | 8月20日  | クラゲ                 | 梅田彩佳（NMB48）、鈴木拓                     | 木佐彩子、陣内智則、田中美保                                     |                           |
| 14     | 9月03日  | ネコ（その2）          | （なし）                                      | （なし）                                                         |                           |
| 15     | 9月10日  | キレイになった東京湾SP | 梅田彩佳（NMB48）、遼河はるひ                 | 岡田圭右（ますだおかだ）、渡辺満里奈                             |                           |
| 16     | 10月15日 | 犬                     | （なし）                                      | （なし）                                                         | 2時間SP（19:00 - 20:54）  |
| 17     | 10月22日 | スズメバチ             | 庄司智春（品川庄司）                          | 佐野岳、松田凌                                                   |                           |
| 18     | 11月05日 | ダメ犬SP               | （なし）                                      | 小林豊、杉山愛                                                   |                           |
| 19     | 11月19日 | ネコ（その3）          | （なし）                                      | 壇蜜、トリンドル玲奈                                             |                           |
| 20     | 11月26日 | 犬（その3）            | （なし）                                      | 浅田舞、野村周平、安田美沙子                                     |                           |
| 21     | 12月10日 | 人と仲良し動物         | （なし）                                      | 佐野岳、安めぐみ                                                 |                           |

### 2015年
| 2015年 | 2015年   | 2015年                                        | 2015年                             | 2015年                                                                         | 2015年                   |
| 回     | 放送日   | テーマ                                        | 出動「掘り下げ隊」                 | ゲスト                                                                         | 備考                     |
| ------ | -------- | --------------------------------------------- | ---------------------------------- | ------------------------------------------------------------------------------ | ------------------------ |
| 22     | 1月14日  | 犬（その3）                                   | （なし）                           | IMALU、上川隆也                                                                |                          |
| 23     | 1月21日  | ちゃんと見た事ない生き物SP                    | けみお、はんにゃ、ベイビーギャング | 桐山漣、田中律子、福田彩乃                                                     |                          |
| 24     | 1月28日  | 動物病院密着SP                                | （なし）                           | 高野洸、ドランクドラゴン                                                       |                          |
| 25     | 2月04日  | ネコ（その4）                                 | （なし）                           | おのののか、鈴木亜美、永瀬匡                                                   |                          |
| 26     | 2月25日  | 動物と人との絆SP                              | 植野行雄（デニス）                 | 木下ひなこ、小峠英二、優木まおみ                                               |                          |
| 27     | 3月11日  | やんちゃ犬SP                                  | （なし）                           | Ami（E-girls）                                                                 |                          |
| 28     | 3月18日  | ネコの肉球SP                                  | （なし）                           | おのののか、鈴木亜美、永瀬匡                                                   |                          |
| 29     | 4月22日  | 健気な忠犬SP                                  | （なし）                           | 田辺誠一                                                                       |                          |
| 30     | 4月29日  | まだまだあった肉球SP第2弾                     | （なし）                           | 吉村由美                                                                       |                          |
| 31     | 5月06日  | レトリーバーSP                                | （なし）                           | 大村朋宏、松本伊代                                                             |                          |
| 32     | 5月13日  | 柴犬SP                                        | （なし）                           | 高垣麗子                                                                       |                          |
| 33     | 6月03日  | トイプードルSP                                | （なし）                           | 板野友美、フジモン、南明奈、宮崎宣子                                           |                          |
| 34     | 6月10日  | ブサカワ犬SP                                  | （なし）                           | 川村エミコ、バービー                                                           |                          |
| 35     | 6月17日  | ネコ語がわかる2時間SP                         | （なし）                           | おのののか、パンサー、HIKAKIN、平井理央、吉村由美                              | 2時間SP（19:00 - 20:57） |
| 36     | 7月08日  | 骨クイズSP                                    | （なし）                           | 遠藤章造、小峠英二、鈴木奈々、光浦靖子                                         |                          |
| 37     | 7月15日  | 飼い主が好き過ぎる犬SP                        | （なし）                           | 麻生久美子、Ami（Dream）、桐山連                                               |                          |
| 38     | 7月22日  | ハサミを持つ生き物SP                          | （なし）                           | 寺田心、とにかく明るい安村                                                     |                          |
| 39     | 8月05日  | ノラネコ                                      | （なし）                           | ねば〜る君、深田恭子                                                           |                          |
| 40     | 8月19日  | 特殊能力犬SP                                  | （なし）                           | 大村朋宏、高橋努、向井理                                                       |                          |
| 41     | 9月02日  | 話題のスター動物                              | （なし）                           | ALEXANDER、川崎希                                                              |                          |
| 42     | 9月09日  | 可愛いくてたまらない大人気映像連発SP          | （なし）                           | おのののか、川栄李奈                                                           |                          |
| 43     | 9月16日  | フクロウを飼って幸せになったSP                | （なし）                           | 川村エミコ、バービー                                                           |                          |
| 44     | 10月14日 | ネコ語が分かる2時間SPパート2                  | （なし）                           | 岩崎良美、大渕愛子、おのののか、佐野岳、中川翔子、平井理央、山崎育三郎         | 2時間SP（19:00 - 20:54） |
| 45     | 10月21日 | だからネコが大嫌い20連発                      | （なし）                           | アレクサンダー、川崎希、カンニング竹山、陣内智則、舟山久美子、横山由依、吉田羊 | 2時間SP（19:00 - 20:54） |
| 46     | 10月28日 | 赤ちゃんと優しい犬・猫SP                      | （なし）                           | 今井絵理子、遠藤章造（ココリコ）、西岡徳馬                                     |                          |
| 47     | 11月11日 | 仲良し動物SP                                  | （なし）                           | 杉咲花、トレンディエンジェル、三浦理恵子                                       |                          |
| 48     | 11月18日 | ぽっちゃりネコ大救出SP                        | （なし）                           | 鈴木梨央、塚地武雅（ドランクドラゴン）、パンサー                               |                          |
| 49     | 12月09日 | カワイすぎて癒される子ネコと子犬SP            | （なし）                           | おのののか、具志堅用高                                                         |                          |
| 50     | 12月23日 | けなげ&やんちゃ愛犬愛ネコがんばった大賞90分SP | （なし）                           | 佐野岳、藤田ニコル、山口もえ                                                   | 拡大SP（18:30 - 19:56）  |

### 2016年
| 2016年 | 2016年   | 2016年                                                 | 2016年                                                     | 2016年                    | 2016年 |
| 回     | 放送日   | テーマ                                                 | ゲスト                                                     | 備考                      |        |
| ------ | -------- | ------------------------------------------------------ | ---------------------------------------------------------- | ------------------------- | ------ |
| 51     | 1月13日  | 世界で話題の動物ハプニングSP                           | コロコロチキチキペッパーズ、水川あさみ                     |                           |        |
| 52     | 1月27日  | 犬とネコはなぜか赤ちゃんに優しいSP                     | おかずクラブ                                               |                           |        |
| 53     | 2月17日  | 動物の赤ちゃんSP                                       | 本田望結、村本大輔（ウーマンラッシュアワー）               |                           |        |
| 54     | 2月24日  | 犬ネコが100倍好きになる2時間SP                         | おのののか、陣内智則、田中みな実、トータルテンボス、永野   | 2時間SP （19:00 - 20:54） |        |
| 55     | 3月9日   | 世界の柴犬SP                                           | 滝沢カレン、柴犬「まる」                                   |                           |        |
| 56     | 3月23日  | 気になる世界のイヌ・ネコに合いに行く                   | けみお、千原ジュニア、益若つばさ、吉村由美                 | 3時間SP （19:00 - 21:54） |        |
| 57     | 4月6日   | ぽっちゃり犬ネコSP                                     | 板野成美、澤部佑（ハライチ）、はいだしょうこ               |                           |        |
| 58     | 4月13日  | 超ギャップあるベストパートナーSP                       | 榮倉奈々、小島よしお                                       |                           |        |
| 59     | 4月20日  | ネコやイヌの気持ちが分かるSP                           | ウエンツ瑛士、岡副麻希、加藤諒、カンニング竹山、馬場典子   | 2時間SP （19:00 - 20:57） |        |
| 60     | 5月4日   | ネコ好きがたまらないネコの魅力 傑作選                  | おのののか、ドランクドラゴン                               |                           |        |
| 61     | 6月1日   | 犬・ネコの新生活SP                                     | パンサー、ホラン千秋                                       |                           |        |
| 62     | 6月8日   | 出産ラッシュ 子ネコSP                                  | 澤部佑（ハライチ）、住吉美紀                               |                           |        |
| 63     | 6月15日  | 人気のネコの原産地に行こうSP                           | けみお、陣内智則、舟山久美子、持田香織、横澤夏子           | 2時間SP （19:00 - 20:57） |        |
| 64     | 6月22日  | ネコは人の顔色をみて生きているSP                       | 小峠英二（バイきんぐ）、滝沢カレン                         |                           |        |
| 65     | 7月20日  | 幸せを運んでくれるネコSP                               | 篠原信一、REINA（セクシーチョコレート）                    |                           |        |
| 66     | 7月27日  | ネコの不思議&幸せパワーSP                              | 栗山千明、澤部佑                                           |                           |        |
| 67     | 8月17日  | 動物と暮らして幸せ! SP                                 | おのののか、澤部佑（ハライチ）、把瑠都凱斗                 | 2時間SP （19:00 - 20:54） |        |
| 68     | 8月31日  | 仲良く暮らす動物SP                                     | 寺田心、福田彩乃                                           |                           |        |
| 69     | 9月7日   | ネコも癒される熱帯魚SP                                 | 吉川美代子                                                 |                           |        |
| 70     | 9月14日  | やっぱり犬は健気&世界の原産国犬に会いに行こうin ドイツ | けみお、パンサー、安田美沙子                               | 2時間SP （19:00 - 20:54） |        |
| 71     | 9月28日  | 運命の出会いが起こす不思議! 奇跡2時間SP                | 白石麻衣（乃木坂46）、本郷奏多                             | 2時間SP （19:00 - 20:54） |        |
| 72     | 10月5日  | メインクーン                                           | 伊藤萌々香（フェアリーズ）、キンタロー。、佐野勇斗、平愛梨 | 2時間SP （19:00 - 20:54） |        |
| 73     | 10月19日 | 激カワ巨大ペット&感動! 子ネコ成功物語                  | 大石絵理、川島海荷、佐藤健                                 | 2時間SP （19:00 - 20:54） |        |
| 74     | 11月9日  | 柴犬VSネコ ツンデレ大賞SP                              | たんぽぽ、パンサー                                         |                           |        |
| 75     | 11月16日 | 好きすぎて…こんな事やっちゃいました大賞                | 滝沢カレン、間宮祥太朗、最上もが（でんぱ組.inc）           |                           |        |
| 76     | 11月30日 | 絶対飼いたくなる意外な動物&生命誕生の神秘SP            | おのののか、加藤諒                                         |                           |        |
| 77     | 12月14日 | ネコ&イヌのお留守番決定的瞬間SP                        | 大黒将志、大村朋宏（トータルテンポス）、紅蘭、滝沢カレン   | [ 注 5 ]                  |        |

### 2017年
| 2017年 | 2017年   | 2017年                                                          | 2017年                                                             | 2017年                                                     | 2017年 |
| 回     | 放送日   | テーマ                                                          | ゲスト                                                             | 備考                                                       |        |
| ------ | -------- | --------------------------------------------------------------- | ------------------------------------------------------------------ | ---------------------------------------------------------- | ------ |
| 78     | 1月11日  | 動物が起こした奇跡                                              | 有森也実、生田絵梨花（乃木坂46）、パンサー                         | 2時間SP （19:00 - 20:54）                                  |        |
| 79     | 1月18日  | 冬でも元気! 超大型犬SP                                          | 大野拓朗                                                           |                                                            |        |
| 80     | 2月8日   | 猛獣みたいなネコSP                                              | 中川翔子                                                           |                                                            |        |
| 81     | 2月22日  | 今日はネコの日! ニャンコ検定SP                                  | 田中要次、舟山久美子                                               | データ放送により「ニャンコ検定」に参加                     |        |
| 82     | 3月15日  | 見たことない!やんちゃネコとフクロウ                             | 健太郎、白鳥久美子（たんぽぽ）、中条あやみ                         | 2時間SP （19:00 - 20:54）RSKは3月26日、TBCは4月5日に放送。 |        |
| 83     | 3月29日  | 犬の新常識検定&巨大犬SP                                         | パンサー、ホラン千秋、山本涼介、渡辺真理                           | [ 注 6 ]                                                   |        |
| 84     | 4月26日  | こんなに懐くなら飼ってみたい!激カワ動物                         | 深川麻衣、的場浩司                                                 | 2時間SP （19:00 - 20:54）RSKは5月6日に放送。               |        |
| 84     | 4月26日  | こんなに懐くなら飼ってみたい!激カワ動物                         | VTR出演：土屋伸之（ナイツ）                                        | 2時間SP （19:00 - 20:54）RSKは5月6日に放送。               |        |
| 85     | 5月24日  | 超かわいい&珍ペットSP                                           | 最上もが                                                           | [ 注 7 ]                                                   |        |
| 85     | 5月24日  | 超かわいい&珍ペットSP                                           | VTR出演：土屋伸之（ナイツ）                                        | [ 注 7 ]                                                   |        |
| 86     | 5月31日  | ニャンコ検定! 第2弾                                             | KAHO、花沢将人、最上もが                                           | [ 注 7 ]                                                   |        |
| 87     | 6月7日   | まだまだあったネコ&犬の不思議な生態                             | ナイツ、RENA                                                       |                                                            |        |
| 88     | 6月14日  | 『アイ・アム・冒険少年』合体SP                                  | パンサー、横浜流星                                                 | [ 注 6 ]                                                   |        |
| 89     | 6月21日  | 犬ネコの不思議大解明&人気の動物全部見せます                     | 尼神インター、タカシ（超特急）                                     | [ 注 8 ]                                                   |        |
| 90     | 7月19日  | 生き物にサンキュー&世界の怖い夜合体SP 見たことない!珍しい動物SP | 岩尾望（フットボールアワー）、壇蜜                                 | [ 注 9 ]                                                   |        |
| 91     | 7月26日  | イケメン動物大賞                                                | 大久保佳代子（オアシズ）、松井珠理奈（SKE48）                      | [ 注 7 ]                                                   |        |
| 92     | 8月16日  | 笑撃! 犬ネコ投稿動画大賞                                        | カミナリ、田中麗奈、畠山愛理、パンサー、星名美怜（私立恵比寿中学） | 2時間SP （19:00 - 20:54）                                  |        |
| 93     | 9月6日   | 笑撃! うちの動物こんなことできる大賞                            | 泉里香、黒坂莉那、渋谷凪咲（NMB48）                                | [ 注 7 ]                                                   |        |
| 94     | 9月13日  | 超話題のネコ全部見せますSP                                      | 倉科カナ、斉藤慎二（ジャングルポケット）                           |                                                            |        |
| 95     | 9月20日  | 劇的瞬間撮れちゃったSP                                          | 生田絵梨花（乃木坂46）、西野七瀬（乃木坂46）、横澤夏子             | [ 注 6 ]                                                   |        |
| 96     | 9月27日  | すごい映像撮ったぞ! SP                                          | Dream Ami、光浦靖子                                                | [ 注 7 ]                                                   |        |
| 97     | 10月4日  | 秋の笑撃投稿動画大賞                                            | NESMITH、上白石萌音、辻希美、パンサー                              | 2時間SP （19:00 - 20:54）                                  |        |
| 98     | 10月18日 | ネコ&犬のスゴイ瞬間撮っちゃった大賞                             | 桜井日奈子、中川翔子                                               |                                                            |        |
| 99     | 11月8日  | 見たことない動物大連発!                                         | 坂本美雨、渋谷凪咲（NMB48、AKB48兼任）、にゃんこスター             | [ 注 7 ]                                                   |        |
| 100    | 11月15日 | 超貴重!知られざる日本原産ネコSP                                 | 藤田ニコル、リョウガ（超特急）                                     |                                                            |        |
| 101    | 11月22日 | カワウソの魅力全部見せますSP                                    | 安蘭けい、伊藤一朗、和田颯                                         |                                                            |        |
| 102    | 11月29日 | 犬ネコ大憲章SP                                                  | 辻希美                                                             |                                                            |        |
| 103    | 12月20日 | 我が家の犬ネコ投稿動画大賞                                      | 筧美和子、坂本美雨、白鳥久美子（たんぽぽ）、RENA                   | [ 注 7 ]                                                   |        |

### 2018年
| 2018年 | 2018年  | 2018年                                                | 2018年                                                                                           | 2018年                    | 2018年 |
| 回     | 放送日  | テーマ                                                | ゲスト                                                                                           | 備考                      |        |
| ------ | ------- | ----------------------------------------------------- | ------------------------------------------------------------------------------------------------ | ------------------------- | ------ |
| 104    | 1月10日 | 飼いネコで性格診断SP                                  | 川上麻衣子、Ms.OOJA                                                                              |                           |        |
| 105    | 1月17日 | 今すぐ絶対会いに行きたい！看板ネコSP                  | はいだしょうこ、堀未央奈（乃木坂46）                                                             |                           |        |
| 106    | 1月24日 | 思わず反応しちゃう！魔法の言葉大賞                    | 飯豊まりえ、タカシ（超特急）、和牛                                                               | [ 注 6 ]                  |        |
| 107    | 2月7日  | 奇跡の救出SP                                          | 川島明（麒麟）、夏菜                                                                             | [ 注 7 ]                  |        |
| 108    | 2月14日 | サンキュー！が生んだスター犬&ネコ名場面SP             | ミキ、吉村由美                                                                                   |                           |        |
| 109    | 2月21日 | 世界のこんな場所にこんなスゴい犬ネコがいたなんてSP    |                                                                                                  | 3時間SP（19:00 - 21:57）  |        |
| 110    | 3月7日  | スター犬・ネコ誕生SP                                  |                                                                                                  | [ 注 10 ]                 |        |
| 111    | 3月14日 | 優しくて大きくて健気な犬SP                            | 関根麻里、みちょぱ                                                                               |                           |        |
| 112    | 3月28日 | オリンピック選手を支えたペットSP                      | 渡辺麻友                                                                                         |                           |        |
| 113    | 4月4日  | 思わず反応しちゃう！魔法の言葉                        | 桂三度、菅井友香（欅坂46）、藤木直人                                                             | 2時間SP （19:00 - 21:00） |        |
| 114    | 4月11日 | 日本全国謎ネコ&犬                                     | 澤山璃奈、高橋メアリージュン、パンサー、笛木優子                                                 | 2時間SP （19:00 - 21:00） |        |
| 114    | 4月11日 | 日本全国謎ネコ&犬                                     | VTR出演：アリーナ・ザギトワ（ ロシアのフィギュアスケーター、2018年平昌オリンピック金メダリスト） | 2時間SP （19:00 - 21:00） |        |
| 115    | 4月18日 | 犬やネコと子どもは超仲良しSP                          | 葵わかな、小倉優子、ガンバレルーヤ                                                               | [ 注 6 ]                  |        |
| 116    | 5月9日  | 心理戦が上手なネコ&犬SP                               | 稲村亜美、北村匠海、光浦靖子、和牛                                                               | 2時間SP （19:00 - 21:00） |        |
| 117    | 5月23日 | 露骨に態度を変える犬SP                                | チョコレートプラネット、安田美沙子                                                               | -                         |        |
| 117    | 5月23日 | 露骨に態度を変える犬SP                                | 掘り下げ隊：大村朋宏（トータルテンボス）、尾形貴弘（パンサー）                                   | -                         |        |
| 118    | 6月6日  | 犬ネコことば検定SP                                    | 伊沢拓司、かまいたち、RENA                                                                       |                           |        |
| 119    | 6月13日 | 人間みたいな犬ネコSP                                  | IKKO、佐野玲於（GENERATIONS from EXILE TRIBE）                                                   |                           |        |
| 120    | 7月11日 | 大型犬の魅力SP                                        | 具志堅用高、パンサー、松本穂香                                                                   |                           |        |
| 121    | 7月18日 | 犬とネコは本当に仲良し?徹底解明SP                     | ひょっこりはん、横尾渉（Kis-My-ft2）                                                             |                           |        |
| 122    | 7月25日 | ペット同伴大賞SP                                      | 銀シャリ、佐野勇斗                                                                               | -                         |        |
| 122    | 7月25日 | ペット同伴大賞SP                                      | VTR出演：太田博久（ジャングルポケット）、近藤千尋、じゅんいちダビッドソン、土屋伸之（ナイツ）    | -                         |        |
| 123    | 8月8日  | 「ネコ」のための「リフォーム」完全密着・全部見せます! | ミキ、持田香織                                                                                   | 2時間SP （19:00 - 21:00） |        |
| 123    | 8月8日  | 「ネコ」のための「リフォーム」完全密着・全部見せます! | VTR出演：かまいたち、菅良太郎（パンサー）、渋谷凪咲                                              | 2時間SP （19:00 - 21:00） |        |
| 124    | 8月29日 | 犬ネコ謎な行動大連発SP                                | 朝日奈央、中川翔子                                                                               |                           |        |
| 125    | 9月5日  | 秋の笑撃映像大賞                                      | 大原櫻子、二代目尾上松也、HIKAKIN、ゆるえもん                                                    | 2時間SP （19:00 - 21:00） |        |
| 126    | 9月12日 | ご主人1人しか愛せない犬&ネコ                          | 市原隼人、たんぽぽ                                                                               |                           |        |
| 127    | 9月19日 | 犬・ネコを飼うということ                              | 田中理恵、パンサー                                                                               |                           |        |
| 127    | 9月19日 | 犬・ネコを飼うということ                              | 大村朋宏（トータルテンボス）                                                                     |                           |        |

### 2019年
| 2019年 | 2019年  | 2019年                 | 2019年 | 2019年          | 2019年 |
| 回     | 放送日  | テーマ                 | ゲスト | 備考            |        |
| ------ | ------- | ---------------------- | ------ | --------------- | ------ |
| 特番   | 5月11日 | 保護にゃんハウス完結編 |        | 土曜☆ブレイク枠 |        |

## テーマおよびコーナーの変遷
初期は「掘り下げ隊」は出演したものの、第27回を最後に3年間以上も「掘り下げ隊」の登場しない回が続いている（サメ、タコ、イカ、クラゲ等の海洋生物のテーマも同様に行われていない）。代わって、「ヴィジュアル系バンドマンの煉（れん）と保護ネコ虎徹（こてつ）の生活」を経て、現在は下積み状況下にある女性芸能人（女優、アイドル、芸人、他の各・卵）たちによる「保護にゃんハウス」のコーナーが、その枠を展開している。ただし、虎徹の近況報告は不定期だが放送されている。直近では、2024年6月20日・放送分の、当番組の実質的な後継番組である『動物スクープ100連発』でも虎徹の動画が流されている。
近年、国内での飼育が多くVTRの投稿も多い犬や猫にスポットを当てた回の放送が増加傾向にあり、特にゲストに愛犬家や愛猫家（有名な所では中川翔子など）が参加した場合、放送時間の比率も格段に上がる。
また、2016年末からは 直後番組『水トク!』との合体SPが頻発する様になった。
2017年になると、パンサーの菅と向井は、ひな壇の後列（澤部と同列）に座っている回が多くなっており準レギュラー状態となっている（ゲストは、基本的に前列の真ん中(薬丸と大沢あかねの間)、または向かってMC寄りの席。ただし、人数が多い場合は この限りではない）。ちなみに、もう1人のメンバーの尾形は飼っている犬とVTR出演に回っている。
なお2018年5月23日放送分では、先述の第27回以来の「掘り下げ隊」が登場したが、これが最後の「掘り下げ隊」登場となった。

## ネット局と放送時間

### パイロット版
| 放送対象地域  | 放送局                | 系列    | 放送日時                    | 遅れ     |
| ------------- | --------------------- | ------- | --------------------------- | -------- |
| 関東広域圏    | TBSテレビ（TBS）      | TBS系列 | 2014年3月30日 14:00 - 15:00 | 制作局   |
| 岡山県 香川県 | 山陽放送（RSK）       | TBS系列 | 2014年4月19日 16:05 - 17:00 | 20日遅れ |
| 北海道        | 北海道放送（HBC）     | TBS系列 | 2014年4月27日 14:00 - 14:55 | 28日遅れ |
| 近畿広域圏    | 毎日放送（MBS）       | TBS系列 | 2014年4月29日 9:55 - 10:50  | 30日遅れ |
| 山形県        | テレビユー山形（TUY） | TBS系列 | 2014年5月4日 14:00 - 14:54  | 35日遅れ |
| 長野県        | 信越放送（SBC）       | TBS系列 | 2014年5月11日 14:00 - 14:54 | 42日遅れ |
| 中京広域圏    | CBCテレビ（CBC）      | TBS系列 | 2014年5月17日 15:00 - 16:00 | 48日遅れ |

### レギュラー版
| 放送対象地域  | 放送局                    | 系列    | 放送期間                        | 放送日時                 | 遅れ       |
| ------------- | ------------------------- | ------- | ------------------------------- | ------------------------ | ---------- |
| 関東広域圏    | TBSテレビ（TBS）          | TBS系列 | 2014年5月7日 - 2018年9月19日    | 水曜 19:00 - 20:00       | 制作局     |
| 北海道        | 北海道放送（HBC）         | TBS系列 | 2014年5月7日 - 2018年9月19日    | 水曜 19:00 - 20:00       | 同時ネット |
| 宮城県        | 東北放送（TBC）           | TBS系列 | 2014年5月7日 - 2018年9月19日    | 水曜 19:00 - 20:00       | 同時ネット |
| 山形県        | テレビユー山形（TUY）     | TBS系列 | 2014年5月7日 - 2018年9月19日    | 水曜 19:00 - 20:00       | 同時ネット |
| 福島県        | テレビユー福島（TUF）     | TBS系列 | 2014年5月7日 - 2018年9月19日    | 水曜 19:00 - 20:00       | 同時ネット |
| 富山県        | チューリップテレビ（TUT） | TBS系列 | 2014年5月7日 - 2018年9月19日    | 水曜 19:00 - 20:00       | 同時ネット |
| 広島県        | 中国放送（RCC）           | TBS系列 | 2014年5月7日 - 2018年9月19日    | 水曜 19:00 - 20:00       | 同時ネット |
| 中京広域圏    | CBCテレビ（CBC）          | TBS系列 | 2014年5月21日 - 不明            | 水曜 19:00 - 20:00       | 同時ネット |
| 山口県        | テレビ山口（tys）         | TBS系列 | 2014年12月10日 - 2018年10月27日 | 水曜 19:00 - 20:00       | 同時ネット |
| 山梨県        | テレビ山梨（UTY）         | TBS系列 | 2015年12月23日 - 不明           | 水曜 19:00 - 20:00       | 同時ネット |
| 近畿広域圏    | 毎日放送（MBS）           | TBS系列 | 2014年5月7日 - 不明             | 不定期土曜 13:54 - 14:54 | 遅れネット |
| 高知県        | テレビ高知（KUTV）        | TBS系列 | 2015年3月13日 - 不明            | 金曜 15:24 - 16:20       | 遅れネット |
| 青森県        | 青森テレビ（ATV）         | TBS系列 | 2014年7月2日 - 不明             | 金曜 15:50 - 16:48       | 遅れネット |
| 岩手県        | IBC岩手放送（IBC）        | TBS系列 | 2014年7月2日 - 不明             | 不定期放送               | 遅れネット |
| 新潟県        | 新潟放送（BSN）           | TBS系列 | 2014年5月14日 - 不明            | 不定期放送               | 遅れネット |
| 長野県        | 信越放送（SBC）           | TBS系列 | 2014年5月24日 - 不明            | 不定期放送               | 遅れネット |
| 石川県        | 北陸放送（MRO）           | TBS系列 | 2014年5月7日 - 不明             | 不定期放送               | 遅れネット |
| 静岡県        | 静岡放送（SBS）           | TBS系列 | 2014年5月7日 - 2018年12月22日   | 不定期放送               | 遅れネット |
| 岡山県 香川県 | 山陽放送（RSK）           | TBS系列 | 2014年5月7日 - 不明             | 不定期放送               | 遅れネット |
| 愛媛県        | あいテレビ（itv）         | TBS系列 | 2014年5月7日 - 不明             | 不定期放送               | 遅れネット |
| 長崎県        | 長崎放送（NBC）           | TBS系列 | 2014年5月7日 - 不明             | 不定期放送               | 遅れネット |
| 福岡県        | RKB毎日放送（RKB）        | TBS系列 | 不明 - 不明                     | 不定期放送               | 遅れネット |
| 鹿児島県      | 南日本放送（MBC）         | TBS系列 | 2014年6月8日 - 不明             | 不定期放送               | 遅れネット |

過去のネット局
- 秋田テレビ（AKT、フジテレビ系列）…2016年4月11日より月曜 14:50 - 15:50で遅れネットで開始するも同年9月12日で打ち切り。その後は不定期に単発枠で放送。

## 主なスタッフ
- 総合演出・プロデューサー：若林愛美
- 構成：鈴木浩介、田中直人、安田聡太
- リサーチ：田中小百合、澁谷正和、三森陽介、田中良典、金子真、塚越麗、フルタイム（週替り）
- 技術協力：ファーストショット、MABU（ロケ回のみ）
- TD/SW：高梨正利、須田庫次（週替り）
- TD：久根崎方昭
- CAM：高梨正和
- 音声：日置小月、中村心、丸山悠樹、木下和範、野村俊樹、小松佑(裕)太、福元裕美、齋藤将光、丸山博充(充博)、飯田庸安芸、樫山典寿、桑原達郎、杉村賢太郎、小沢成人（週替り）
- LD：石井健治、平井治雄（週替り）
- 調整：下村顕子、千葉研、足助学、種川敏章（週替り）
- 美術協力：フジアール
- 美術プロデュース：松沢由之
- デザイン：tamako☆
- 美術進行：椛田学
- 大道具：高橋千鶴
- アクリル装飾：石橋誉礼
- 電飾：青木紀和
- アートオブジェ：藤生由紀
- メイク：大友麻衣子
- 撮影：相葉圭樹、砂押秀寿、嶌村泰人、蜜谷司、キャミックス、だだだ、岸賢俊、奥村一彦、三輪将太、壇亮、岩澤治、山本泰司、都原委作、髙橋文和、平松修治、権四郎、中祖信也、稗田健晴、GPA USA、柴田優、ステファン京太・グランツ、津田弘樹、福田禎之、才澤誠二、中祖信也、林芳成、安田朗、FMT、本多晋、日名透、園田清隆、深山健一郎、川島孝夫、吾妻常彦、望月あずさ、小野寺真晴、宮下由子、永石秀行、井出雅之（週替り）
- 編集：太田健二
- MA：川原崎智史
- 音効：金子喜久夫
- TK：福田美由紀
- 協力：麒麟スタジオ、シグマセブン
- 監修：加隈良枝、増田宏司 ほか
- 宣伝：小林久幸・小谷有美（共にTBS）
- 編成：岸田大輔（TBS）
- AD：柏木孝夫、雲内一成、皃井未祐、依知川幸恵、花上翔一、大谷俊介、香月未央、新井田寛之、榎本俊介、寺西正幸、柏原有輝、丸岡知恵、藤原繁幸、深谷将義、惠(恵)村悟、大塚圭人、五位野春花、吉田早百合、泉晶子、神崎杏奈、丹野裕子、佐々木幸(孝)太郎、山口泰児、西原奈美子、保科大貴、西村香織、江口達也（週替り）
- AP：高梨織江、藤原ちえこ、山本愛、儀万由佳（週替り）
- ディレクター：飯田良太、山本真之介、安田太地、横山敦士、関根敦史、黒田沙季、藤本俊介（藤本→以前はAD）、藤田志帆、松崎秀峰、浦田裕貴、石本ちひろ、白川誠、早川美緒、大河内洋平、畑川渉、篠原崇、西岡正純、太田博章、平藪直樹、成田千明、櫻井彩香（櫻井→以前はAD）、石原孝昌、布川英樹、鈴木あゆみ、内間一貴、堀雅哉、志村翔平、中広周平（中広→演出の回あり）、赤津未奈（赤津→以前はAD）（週替り）
- 演出：山口大輔、平野隼人、國弘明子、飯島拓哉、井上充、平山建司、蛯原俊行（蛯原→以前はディレクター）（週替り）
- プロデューサー：内田久美子、西原信行
- 制作協力：THE WORKS、Sala
- 製作著作：マナティ（2016年4月20日 - ）、TBS

### 以前のスタッフ
- 美術プロデュース：重岩清人
- TK：鈴木裕恵
- 編成：嵯峨祥平、中井芳彦（TBS）
- 宣伝：渡辺圭一、杉山大樹、内海朋美（TBS）
- AP：近藤岳志
- 製作著作：ジープラス